# Base aérea de Diepholz

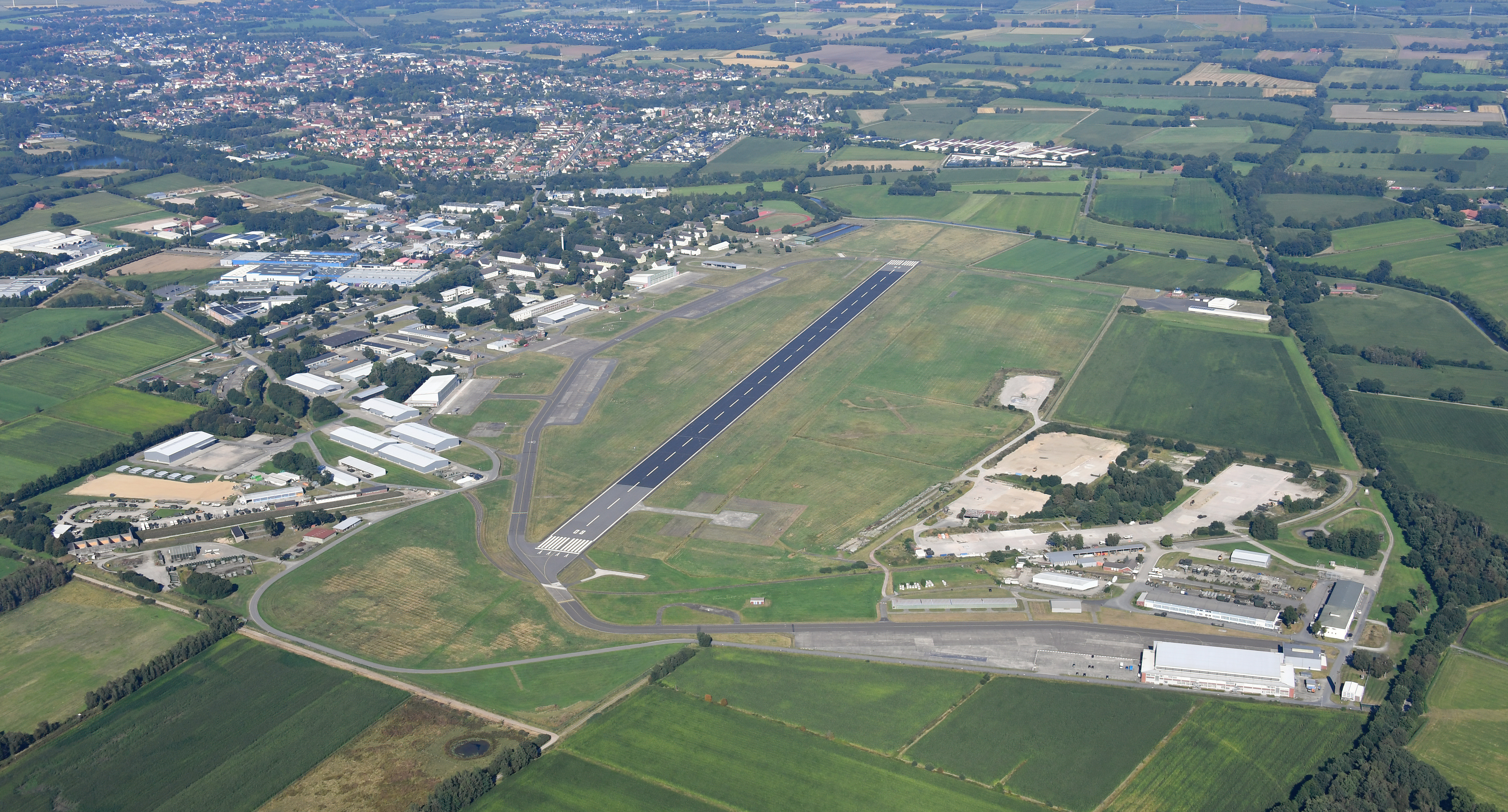
Vista aérea da Base aérea de Diepholz.

A Base aérea de Diepholz é uma base aérea da Força Aérea Alemã, localizada a 3,3 quilómetros a sudoeste de Diepholz, na Alemanha. É actualmente uma instalação conjunta militar e civil, servindo também de aeroporto.
A base aérea foi construída pela Alemanha Nazi para criar uma plataforma para a Luftwaffe. Durante a Segunda Guerra Mundial, foi capturada pelo Exército Britânico em Abril de 1945. Depois da guerra, a base foi encerrada. Em 1957 foi reactivada e voltou à posse da Força Aérea Alemã, tornando-se uma base NATO.
Em Outubro de 2011 o Ministro da Defesa alemão anunciou a reorganização das Forças Armadas Alemãs; como consequência, o número de militares na base aérea de Diepholz foi reduzido de 1020 para 110, estando as instalações a serem usadas para armazenar material das forças armadas.